# 義肢・装具製作技能士
義肢・装具製作技能士（ぎし・そうぐせいさくぎのうし）とは、国家資格である技能検定制度の一種で、都道府県知事（問題作成等は中央職業能力開発協会、試験の実施等は都道府県職業能力開発協会）が実施する、義肢・装具製作に関する学科及び実技試験に合格した者をいう。
なお職業能力開発促進法により、義肢・装具製作技能士資格を持っていないものが義肢・装具製作技能士と称することは禁じられている。1級合格者は、義肢装具士国家試験受験資格が得られる（義肢装具士養成所で1年以上必要な知識と技能を習得した者に限る）。1級合格者は職業訓練指導員 (義肢装具科)の実技試験と学科試験の関連学科が免除され、2級合格者は実技試験が免除される。

## 区分
義肢・装具製作の中で義肢製作作業、装具製作作業に分かれる。

## 級別
義肢製作作業、装具製作作業ともに1級、2級の別がある。

## 実技作業試験内容

### 義肢・装具製作(義肢製作作業)
- 1級：右大腿義足吸着式ソケットの陽性モデル(ふようライト使用の場合がある)を製作する。試験時間＝4時間
- 2級：下腿ソケット(PTB式)を製作する。試験時間＝4時間

### 義肢・装具製作(装具製作作業)
- 1級：陽性モデルを修正して、短下肢装具(PTB式)を製作する。試験時間＝4時間
- 2級：手背屈装具(指伸展装置付き)を製作する。試験時間＝4時間